# セイディ・スパークス
セイディ・スパークス（Sady Sparks）は、2019年4月20日から12月4日までディズニーチャンネルで放送されたフランスとイギリスのテレビアニメ。日本では2021年9月4日から2022年3月22日までディズニーチャンネルで放送された。Amazon Prime Videoで配信されたことがある。

## キャラクター
セイディ
声 - ジョージア・ロック、植竹香菜（日本語吹き替え版）
ギルバート
声 - ルーファス・ハウンド、赤城進（日本語吹き替え版）
レイシー
声 - ?、米本早希（日本語吹き替え版）

## エピソード
| #  | サブタイトルA           | サブタイトルB              |
| -- | ----------------------- | -------------------------- |
| 1  | ありのままの私          | スピードを求めて           |
| 2  | 魔法対決                | セイディが3人!?            |
| 3  | 幸運を取り戻せ          | ファラオと猫の女神         |
| 4  | 最高のダンスパートナー? | タコスにはご注意           |
| 5  | いないいない花          | 最高のライバル友達?        |
| 6  | ダンス・フィーバー      | 時間を取り戻せ             |
| 7  | マスコット対決          | 魔法の手袋                 |
| 8  | 洞窟の怪物              | かわいいお客さま           |
| 9  | 新しい教育係？          | モンスターのお世話         |
| 10 | スーパー・ティーピー    | 勝利のクサいウサギ?        |
| 11 | ママの大スクープ        | 天才起業家マックス         |
| 12 | パーティーの達人        | 秘密の呪い                 |
| 13 | ゼインと魔法の石        | 記憶を取り戻せ             |
| 14 | 消えたギルバート        | 謎の復讐者                 |
| 15 | オモシロおサル          | おやすみハーモニー         |
| 16 | 上級魔法の書            | おじいちゃんの時計         |
| 17 | 歌姫セイディ            | 踊って！ルル               |
| 18 | ヴァルは大親友          | モンスターの休日           |
| 19 | 賢者の箱の秘密          | 心ウキウキ？               |
| 20 | 大スターにインタビュー  | カップケーキの反乱         |
| 21 | 危険なシークレット      | 激戦！宝探しゲーム         |
| 22 | みんなのハーモニー      | めざせ！生徒会長           |
| 23 | 優勝は消滅の詩?         | 幼稚なのはどっち?          |
| 24 | やり直しダイヤル        | メルヴィンはエコ・マスター |
| 25 | 犯人はスパークス?       | 魔法が使えない?!           |
| 26 | ハーモニーを救え! 前編  | ハーモニーを救え! 後編     |